# Andreas Rumler

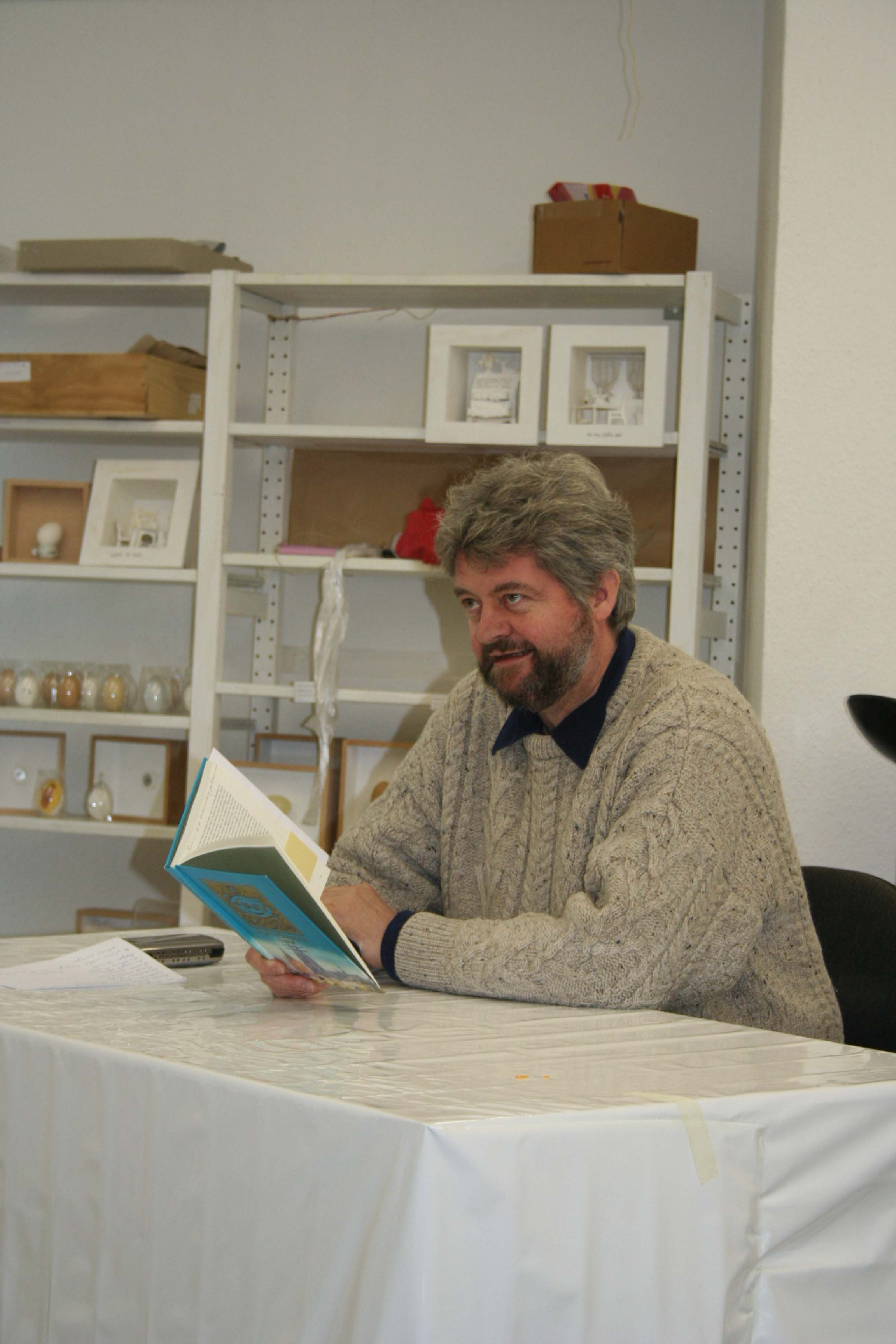
Andreas Rumler 2009 bei einer Lesung im Lenau-Forum, Köln

Andreas Rumler (* 13. Februar 1955 in Bremen) ist ein deutscher Autor und Journalist.

## Leben
Rumler studierte Germanistik, Politologie und Geschichte in München und Tübingen. Anschließend erhielt er in Köln eine Rundfunk-Ausbildung bei der Deutschen Welle und war dort einige Zeit als Redakteur tätig.
Rumler ist Autor von wissenschaftlichen Biografien und Essays, Reiseführern, Hörspielen, Lyrik und Prosa, hat freiberuflich als Reisejournalist, Kultur- und Literaturkritiker für verschiedene Hörfunkanstalten gearbeitet und Beiträge für Lexika wie das KLG oder Harenbergs Lexikon der Weltliteratur sowie in text + kritik verfasst.
Er ist u. a. Mitglied des PEN-Zentrums Deutschland, des Niederdeutsch-Friesischen PEN-Zentrums, der internationalen Goethe-Gesellschaft in Weimar, der Varnhagen-Gesellschaft, der europäischen Autorenvereinigung Kogge sowie des Pegnesischen Blumenordens von 1644.
Neben seiner Tätigkeit als Autor unterrichtete Rumler an dem Berufskolleg in Alsdorf.

## Rezeption
Wilhelm von Sternburg zieht dieses Fazit in seiner Rezension „Der Erfolgreiche und das Genie“ in der „Frankfurt Rundschau“ (vom 3. Januar 2017, S. 34):
„Es ist jedoch nicht nur das ‚Arbeitsbündnis‘ dieser beiden Intellektuellen, von dem Rumler berichtet, sondern er erzählt auch von dem Drama des Exils, in das ein bedeutender Teil der deutschen Geisteselite nach 1933 gezwungen wurde. Feuchtwanger und Brecht … haben …mutig das Wort gegen die Gewalt gesetzt. Thomas Mann sprach einst von ‚Lübeck als geistige Lebensform‘, um die Nachwirkungen seines Heranwachsens in der Hansestadt auf sein Schaffen und Denken zu unterstreichen. Rumler hat diesen Gedanken mit Bedacht und treffend als Titel für seinen Essay gewählt.“
Hanna Styrie urteilte in der Kölnischen Rundschau vom 17. Juli 2007 über die Erft-Land-Splitter:

„Längst hat Rumler großen Gefallen an der Lyrik gefunden und beweist in den „Erft-Land-Splittern“ atmosphärisches Gespür und Sprachgefühl. In knappen bildhaften Zeilen beschreibt er die Zerstörung der Landschaft: „monströse riesen höher als kirchen länger als alles/ringsum walzen äcker wiesen bäume nieder“ und ihre Begleiterscheinungen: „gestohlen die satellitenschüssel was brauchbar scheint/findet neue besitzer straßenlaternen beleuchten ruinen.“ (…) Rumler selbst bekommt die Auswirkungen aus nächster Nähe zu spüren, denn der Bagger „schaufelt uns sand in die augen“ und „lässt meine zähne knirschen und wirft kohle durch alle ritzen ins haus“. Dennoch empfindet er seine Gedichte als „kleine Liebeserklärung“ an die Region.“

## Einzelveröffentlichungen
- Erft-Land-Splitter. Lyrische Notate. Kulturmaschinen Verlag, Ochsenfurt 2024, ISBN 978-3-96763-311-5

- Bremen. Der Schlüssel zur Welt. Populäre Irrtümer und andere Wahrheiten. Essen, Klartext Verlag 2022, ISBN 978-3-8375-2434-5.

- (Mit-Hrsg.) Kurt Roessler und die Lyrische Landschaft am Rhein. Sonderausgabe der Zeitschrift RHEIN! zum 80. Geburtstag am 8. November 2019. Kunstgeflecht e. V., Neunkirchen-Seelscheid 2019, ISBN 978-3-7504-0829-6.
- Exil als geistige Lebensform. Brecht und Feuchtwanger. Ein Arbeitsbündnis. Berlin, Edition A. B. Fischer 2016, ISBN 978-3-937434-76-6.
- Johann Wolfgang Goethe: Dichter - Staatsmann - Universalgenie. Weimarer Verlagsgesellschaft, Weimar 2015, ISBN 978-3-7374-0201-9.
- Literarische Spaziergänge durch Tübingen. Auf den Spuren von Hölderlin bis Härtling. Konrad Theiss Verlag, Stuttgart 2013, ISBN 978-3-8062-2696-6.
- Erft-Land-Splitter. Lyrische Notate. edition fundamental, Köln 2007.
- Tübinger Dichter-Spaziergänge. Auf den Spuren von Hölderlin, Hegel und Co. Attempto-Verlag, Tübingen 2003, ISBN 978-3-89308-362-6.
- Goethes Lebensweg. Wanderungen durch Leben und Werk. DuMont Buchverlag, Köln 1999, ISBN 978-3-7701-4588-1.
- Schleswig-Holstein. Kultur, Geschichte und Landschaft zwischen Nord- und Ostsee, Elbe und Flensburger Förde. DuMont Buchverlag, Köln, ISBN 978-3-7701-3566-0 (Kunst-Reiseführer; 1997, 2002, 2007, 2010).
- Der Main. Bayreuth, Bamberg, Würzburg, Aschaffenburg, Frankfurt: An der „Straße der Kaiser und Könige“. DuMont Buchverlag, Köln 1994, ISBN 978-3-7701-2595-1 (Kunst-Reiseführer).
- Schön gedeckt. Tische liebevoll arrangiert. Isis Verlagsgesellschaft, Chur/Schweiz (1993, 1994, 1995).

## Hörspiele (Auswahl)
- Gottfried Keller: Das Fähnlein der sieben Aufrechten. Erstsendung: Deutsche Welle, 17. März 1991, Regie: Tibor von Peterdy, ARD-Hörspieldatenbank
- Theodor Fontane: Mathilde Möhring. Erstsendung: Deutsche Welle, 20. Mai 1990, Regie: Tibor von Peterdy, ARD-Hörspieldatenbank